# Klopina
Klopina (deutsch Kloppe) ist eine Gemeinde in Tschechien. Sie liegt drei Kilometer nördlich von Úsov und gehört zum Okres Šumperk.

## Geographie
Klopina erstreckt sich in der Úsovská vrchovina (Ausseer Hügelland) in der Talmulde des Baches Doubravka, der hier auch als Okenice bezeichnet wird. Nordöstlich erheben sich der Bradlo (Bradlstein, 600 m) und die Skalka (425 m).
Nachbarorte sind Veleboř im Norden, Lipinka im Nordosten, Pískov im Osten, Holubice und Dědinka im Südosten, Zadní Újezd und Úsov im Süden, Police im Westen sowie Bezděkov u Úsova im Nordwesten.

## Geschichte
Der im Zuge der Besiedlung des Waldgebietes Bruselský les an der oberen Doubravka angelegte Ort wurde im Jahre 1335 erstmals als Clopywa urkundlich erwähnt. Die Bewohner des zur Herrschaft Aussee gehörigen Dorfes lebten von der Landwirtschaft. Seit 1437 ist auch die nördlich gelegene Holzfällersiedlung Weleborze nachweisbar. Südlich von Klopina befand sich noch die Ansiedlung Střítěž, die nach dem Dreißigjährigen Krieg mit Klopina verschmolz und heute den unteren Teil des Dorfes bildet. In Střítěž bestanden zwei Teiche und eine Schäferei.
Bei der 1457 erfolgten Teilung der Herrschaft Aussee kam Klopina zum Anteil von Wenzel von Wlaschim. Als 1513 Ladislaus von Boskowitz die Herrschaft Aussee als erblichen Besitz erwarb, gehörten dazu auch die Dörfer Klopina und Veleboř.
Besitzer von Střítěž war Georg von Wlaschim und Aussee, der das Dorf 1517 – gleichfalls erblich –  an seine Herrschaft anschloss. 1531 kauften die Herren von Boskowitz Střítěž von Katharina von Wlaschim ab.
1564 bestanden Klopina und Veleboř aus 14 Anwesen, in Střítěž waren es vier. Als 1597 Johann Schembera Černohorský von Boskowitz verstarb, erbte sein Schwiegersohn Karl von Liechtenstein die Herrschaft. Durch den Dreißigjährigen Krieg verödete die Gegend. Im Hufenregister von 1677 sind für Klopina einschließlich Střítěž 22 Wirtschaften und für Veleboř vier ausgewiesen. 1771 hatte Klopina 431 und Veleboř 134 Einwohner. Seit 1776 besaß Klopina das Privileg der Erbgerichtsbarkeit.
Nach der Aufhebung der Patrimonialherrschaften bildeten Klopina / Kloppa und Veleboř / Weleborz ab 1850 jeweils eigene politischen Gemeinde im Bezirk Zábřeh. Zu dieser Zeit lebten in Veleboř 345 und in Klopina 479 Menschen, die überwiegend der tschechischen Volksgruppe angehörten. 1930 hatte die Gemeinde Klopina 496 Einwohner, 1939 waren es 454.
Nach dem Münchner Abkommen wurde der Ort an das Deutsche Reich angegliedert und gehört von 1939 bis 1945 zum Landkreis Hohenstadt.
1961 wurde Veleboř eingemeindet und die Gemeinde wurde zugleich dem Okres Šumperk zugeordnet.

## Gemeindegliederung
Die Gemeinde Klopina besteht aus den Ortsteilen Klopina (Kloppe) und Veleboř (Welleborsch).

## Sehenswürdigkeiten
- Kapelle des hl. Florian in Veleboř, errichtet 1783
- Kočičí skály (Katzenstein), Felsformation am Bradlo